# Paul Masseron
Pour les articles homonymes, voir Masseron.
Paul Marie Masseron, né le 3 avril 1950 à Landerneau, est un haut fonctionnaire et homme politique français.

## Biographie

### Jeunesse et études
Il est diplômé de l’Institut d’études politiques de Paris (IEP Paris) et ancien élève de l’ENA (promotion Guernica sortie en 1976). Il est également capitaine de vaisseau de réserve de la Marine nationale.

### Carrière préfectorale
Sous-préfet d’Ussel de 1977 à 1981, il revient en Corrèze à titre de directeur général des services du conseil général en 1985.
En 1987, il est nommé préfet de la Corrèze, alors le plus jeune de France. Il poursuit sa carrière comme préfet de l'Orne en 1989, de l'Allier en 1993, de la Vendée en 1998 et du Haut-Rhin en 2001. Enfin, de 2004 à 2006, il occupe les fonctions d'adjoint au secrétaire général du ministère de l'Intérieur et de directeur de la modernisation et de l'action territoriale.
Plusieurs fois en poste en Corrèze, département qui a compté Jacques Chirac parmi ses élus locaux, Paul Masseron a été qualifié de « préfet chiraquien ».

### Fin de carrière à Monaco
En 2006, il est détaché auprès de la principauté de Monaco et nommé conseiller de gouvernement pour l’Intérieur par ordonnance souveraine du 5 avril prise par le prince Albert II. Il succède à ce poste à un autre Français, Philippe Deslandes.
À ce titre il est chargé de la sécurité lors du mariage du prince avec Charlène Wittstock célébré les 1er et 2 juillet 2011
En 2012, la principauté compte un policier pour 65 habitants
Par décret du président de la République en date du 3 février 2015, il est admis à faire valoir ses droits à la retraite à compter du 4 avril 2015. Il est remplacé dans ses fonctions par le monégasque Patrice Cellario.
En novembre 2018, avec trois hauts dirigeants policiers, il est inculpé de trafic d'influence passif et de violation du secret de l'instruction dans une affaire impliquant le propriétaire de l'AS Monaco Dmitri Rybolovlev.
Il est à présent vice-président de l'AS Monaco Basket-ball SA, équipe professionnelle de Pro A.

## Décorations
- Officier de la Légion d'honneur, promu officier 14 avril 2006[7]
  -  Chevalier de la Légion d'honneur, le 13 juillet 1995[8]
- Officier de l'ordre national du Mérite, promu officier 14 novembre 2002[9]
  -  Chevalier de l'ordre national du Mérite, le 15 mars 1991